# Great Lakes Storm
I Great Lakes Storm sono stati una franchigia di pallacanestro della CBA, con sede a Birch Run, nel Michigan, attivi tra il 2001 e il 2005.
Vennero fondati nel 2001 come Flint Fuze, ma dalla stagione successiva si trasferirono a Birch Run.

## Stagioni
| Stagione | Lega | Denominazione     | V  | P  | %    | Piazzamento | Play-off       |
| -------- | ---- | ----------------- | -- | -- | ---- | ----------- | -------------- |
| 2001-02  | CBA  | Flint Fuze        | 17 | 23 | 42,5 | 3º          | -              |
| 2002-03  | CBA  | Great Lakes Storm | 19 | 29 | 39,6 | 4º          | -              |
| 2003-04  | CBA  | Great Lakes Storm | 15 | 33 | 31,3 | 6º          | -              |
| 2004-05  | CBA  | Great Lakes Storm | 28 | 20 | 58,3 | 1º          | Semifinale CBA |